# Klisszapuszta
Klisszapuszta (horvátul: Klisa) falu Horvátországban, Eszék-Baranya megyében. Közigazgatásilag Eszékhez tartozik.

## Fekvése
Eszék központjától 16 km-re délkeletre, a Szlavóniai-síkságon, az Eszékről Vukovárra menő főút mentén fekszik.

## Története
A régészeti leletek tanúsága szerint területén már az őskorban is éltek emberek. Szántás során a határában fekvő mezőgazdasági területen nagy mennyiségű kerámiatöredéket, kőleleteket és egyéb tárgyakat dobott az eke a talaj felszínére. A kerámialeletek az itteni egykori település hosszú ideig tartó folytonosságát mutatják. A késő rézkori durva badeni kerámia és a finomabb minőségű kosztoláci kerámia töredékeit egyaránt megtalálták. A kerámialeletek töredékeinek jelentős része az újkőkori sopoti kultúrának tulajdonítható. A bronzkori leletekből a Vatya-kultúra kerámiái találhatók itt meg. A leletek többsége dubovac-žutobrdoi fazekasműhelyből származik. A leletek közül kiemelendő egy harang alakú, elöl és hátul körökkel és vonalakkal díszített, töredezett bálványszobor. Az itteni település az újkőkorszaktól a bronzkorig volt lakott.
Klisszapuszta mezőgazdasági majorként keletkezett a 19. század első felében. Kezdetben két Klissza nevű major is volt. Nagy-Klissza-puszta a vukovári úttól nyugatra, a Nagy-Klissza (Velika Klisa) dűlőben, míg Kis-Klissza-puszta a vukovári út mentén feküdt. Amikor Klisszapusztából település lett, a korábbi Kis-Klissza-puszta mellett, a főút mentén létesült. A második katonai felmérés térképén „Klissa” néven található. 1857-ben 5, 1910-ben 115 lakosa volt. Verőce vármegye Eszéki járásához tartozott. Az 1910-es népszámlálás adatai szerint lakosságának 93%-a szerb, 7%-a magyar anyanyelvű volt. A település az első világháború után az új szerb-horvát-szlovén állam, majd később (1929-ben) Jugoszlávia része lett. Az első világháború utáni földreform során az 1920-as években a létrejött telkeken sok, a háborút megjárt szerb önkéntes telepedett le. A második világháború után Boszniából, a horvát Bánságból, Likából, a Kordun területéről és az ország más részeiről újabb telepesek érkeztek. Az 1991-es népszámlálás adatai szerint lakosságának 79%-a szerb, 13%-a horvát, 5%-a jugoszláv nemzetiségű  volt. A délszláv háború során 1991. november 11-én az Arkan vezette szerb félkatonai erők hét nem szerb nemzetiségű polgárt tartóztattak le, akik közül kettőt szabadon engedtek, mivel a szerbek rokonai voltak. A fennmaradó horvátokat, öt embert, erőszakkal Erdődre vitték és megölték. A településnek 2011-ben 324 lakosa volt.

## Lakossága
| Lakosság változása | Lakosság változása | Lakosság változása | Lakosság változása | Lakosság változása | Lakosság változása | Lakosság változása | Lakosság változása | Lakosság változása | Lakosság változása | Lakosság változása | Lakosság változása | Lakosság változása | Lakosság változása | Lakosság változása | Lakosság változása |
| ------------------ | ------------------ | ------------------ | ------------------ | ------------------ | ------------------ | ------------------ | ------------------ | ------------------ | ------------------ | ------------------ | ------------------ | ------------------ | ------------------ | ------------------ | ------------------ |
| 1857               | 1869               | 1880               | 1890               | 1900               | 1910               | 1921               | 1931               | 1948               | 1953               | 1961               | 1971               | 1981               | 1991               | 2001               | 2011               |
| 5                  | 51                 | 71                 | 129                | 118                | 115                | 18                 | 124                | 176                | 225                | 331                | 308                | 346                | 419                | 463                | 324                |

(1931-ig településrészként, 1948-tól önálló településként.)

## Gazdaság
A helység gazdasági alapja a mezőgazdaság és az állattenyésztés.

## Oktatás
A településen a bobotai általános iskola egyosztályos területi iskolája működik.

## Sport
NK Vranduk Klisa labdarúgóklub. A klubot 1992 és 1997 között Obilićnek nevezték. 2008-tól régi nevén folytatta működését.